# Sericostoma subaequale
Sericostoma subaequale är en nattsländeart som beskrevs av Mclachlan 1898. Sericostoma subaequale ingår i släktet Sericostoma och familjen krumrörsnattsländor. Inga underarter finns listade i Catalogue of Life.